# キャッティ・ブリー
キャッティ・ブリー（Catti-brie）は、ロールプレイングゲーム『ダンジョンズ&ドラゴンズ』（D&D）のキャンペーン・セッティング「フォーゴトン・レルム」（レルム）に登場する架空のキャラクター。作家R・A・サルヴァトーレの創作で、主にドラウのレンジャー、ドリッズト・ドゥアーデンの恋人として知られ、ドリッズトと共に複数のメディアに登場している。

## 創作
R・A・サルヴァトーレは、編集者が「『The Crystal Shard』には強い女性のキャラクターがいたほうがいい」と提案したため、娘のケイトリン・ブリエル（Caitlin Brielle）の名前をとって「キャッティ・ブリー（Catti-brie）」と名付けた。サルヴァトーレは1996年の小説『Passage to Dawn』を「ドリッズトとキャッティ・ブリーは夕日に向かって走り去る」という形で終わらせた。当時出版社TSRと不和があり、これがドリッズトと仲間達の最後の作品となることを想定していたためである。2007年の『The Orc King』から2009年の『The Ghost King』までの『Transitions』三部作の中で、呪文荒廃の直接的結果としてキャッティ・ブリーを殺すという決定について、サルヴァトーレはD&Dの出版社であるウィザーズ・オブ・ザ・コースト（WotC）が「レルムの時代を100年進めるよう命令を出した」と説明した。サルヴァトーレは、タイム・ジャンプがキャッティ・ブリーのヒューマンとしての寿命と対立するため、「手を下さざるを得なかった」という。彼はこのキャラクターを「興味深い方向」に持っていく計画を立てていたが、「居心地の悪い空間に押し込められたことで、設定の変更に対応して、より創造的な文章を書くよう促された」と結論づけている。サルヴァトーレは、キャッティ・ブリーと彼女のハーフリングの友人レギスの不名誉な死を描くにおいて、彼の個人的な経験からアプローチした。
サルヴァトーレは後に、ドリッズトの他の仲間達と共に、キャッティ・ブリーを物語の正史に戻す方法を発見した。 彼は、ファンの否定的な反応の可能性について神経質になったが、「自分のアプローチには理にかなった正当な理由があり、"わかってもらう"ことができると思った」と述懐している。 サルヴァトーレは、多くの読者が、彼が書いたドリッズトとその仲間についての物語を数年間追い続けた後に"感情的になっている"ことを強調した。

## 伝記
キャッティ・ブリーは、赤褐色の髪と青い瞳を持つ美しい女性で、優しく、寛容で、現実的な性格をしている。「ミスラル・ホールの仲間たち」の一人であり、しばしば冒険仲間の心の羅針盤となり、その常識と明晰な洞察力でドリッズトとウルフガーを賢明な行動に導いている。キャッティ・ブリーは、アイスウィンド・デイルで最初にドリッズトを受け入れた人物で、ドリッズトが彼女と知り合った時、彼女はまだ幼かった。
キャッティ・ブリーの母は出産時に死亡し、父はキャッティ・ブリーと共にミラバーからテン・タウンズの一つであるターマレインに移り住んだ。彼は3年間大成功を収めたが、ゴブリンに殺された。ターマレインはゴブリンの猛攻に脅かされたが、バトルハンマー氏族のドワーフたちが駆けつけてゴブリンの大群を打ち破った。ブルーノーは孤児の少女の命を救い、キャッティ・ブリーを養女とした。キャッティ・ブリーは養女となる前の記憶は無いが、ドワーフたちと楽しい子供時代を過ごした。その生い立ちから、彼女は養父のように頑固でタフなドワーフ的性格をしている。
ウルフガーがブルーノーに仕えた5年間、キャッティ・ブリーは彼が蛮族としての生い立ちを克服し、内に秘めた思いやりと知性を引き出す手助けをした。キャッティ・ブリーとウルフガーは、ブルーノー、レギス、そしてドリッズトと共に冒険する内に絆を深め、最終的に婚約した。ドリッズトの命を狙うドラウがミスラル・ホールを襲撃し、ウルフガーはその戦闘中にエルトゥに捕らえられ、二人の関係は悲劇的な結末を迎える。その後、彼女はドリッズトとくっついては離れての恋愛関係が続き、それは『The Two Swords』で頂点に達する。
暗殺者アルテミス・エントレリはレギスを追っており、アルテミスはキャッティ・ブリーを捕虜にした。ミスラル・ホールが発見された後、キャッティ・ブリーは破壊されたドゥマソインの間で、失われていた武器「"心臓狙いの"タウルマリル」を発見した。さらにキャッティ・ブリーは、ドリッズトに殺されたダントラグ・ベインレから奪った知性ある剣「カージディア（別名 「カッター」）」を数年間携えていた。
ウィザードとしての修行を始めて間もなくのDR1385年、キャッティ・ブリーは呪文荒廃によるウィーヴの直撃を受けた。彼女の肉体は物質界にとどまったが、精神は「シャドウフェル」として知られる次元界に引きずり込まれた。彼女の守護神マイリーキーは、最終的に彼女の精神を取り戻したが、その状態で生者の世界に戻ることはできず、代わりにマイリーキーによって作られたポケット次元に留まった。『The Companions』では、マイリーキーがキャッティ・ブリーに「最初と同じ種族と性別の新生児として生まれ変わる」という選択肢を与えたことが明かされている。最後はマイリーキーが彼女の魂を引き抜き、最初のキャッティ・ブリーはに死亡した。そのずっと後、彼女はDR1463年に生まれたRuqiahという名のべダイン部族の女性として再登場する。

## 武器
キャッティ・ブリーは戦闘でタウルマリルという弓を使い、矢を無限に供給していた。彼女は近接戦闘ではカージディアで突進し、知性あるこの剣を支配できると確信していた。ミスラル・ホールをオブッド・メニーアローズのオーク軍団から守る際に巨人が投げた岩で負傷し、この傷が元で近接武器による戦闘が制限されるようになった。その後、アルストリエル・シルヴァーハンドの下で魔法を学んだ。

### "心臓狙いの"タウルマリル
タウルマリル（Taulmaril）は、ミスラル・ホールのドワーフにレディ・アナリールが贈ったものである。弓は折れたり傷ついたりしないよう、呪文がかけられた木でできている。矢筒には20本の銀の矢が入っており、この矢は魔法でテレポートして矢筒に戻ることができる。この弓から放たれた矢は飛行中に弾けるようなエネルギーを帯び、通常の矢よりもはるかに大きなダメージを与える。そのエネルギーはおそらく電気的なもので、標的を焦がし、可燃物に着火できるが、寒冷系のクリーチャーに対しては特に効果は見られない。
タウルマリルのもう1つの特性は、弓から放たれる矢が通常の弓に比べて超高速で移動することで、敵が鎧を着ていても吹き飛ばすことができる。

### カージディア（カッター）
カージディアは、それ自体が知性を持つ邪悪な剣で、使用者と意思疎通をする能力を持ち、自らの柄の形状を変えることができた。最強の使い手の中にあることを望み、世界最高の戦士とみなすドリッズト・ドゥアーデンに振るわれるため、他人の心を乗っ取っていった。『Legacy of the Drow』シリーズ、特に『Starless Night』の中で、ドリッズトがダントラグ・ベインレを殺した後、彼が手に入れたカージディアが、キャッティ・ブリーの手に渡った。ドリッズトが「自分はシミターが好きだ」と拒否した時、剣の柄がマイリーキーのシンボルであるユニコーンの頭の形をしていたからである。キャッティ・ブリーはこの剣を克服し、武器として使用することができた。しかし、この後すぐにカージディアはキャッティ・ブリーの手を離れ、しばらくしてウルフガーの妻デリー・カーティを死に至らしめた。その後は別のドラウの手に落ちた。カージディアの自我は、キャッティ・ブリーがタウルマリルを使うことに耐えられなかったようである。
剣の名前「カージディア（Khazid'hea）」は、ドラウの言葉で文字通り「切り裂くもの（cutter）」を意味する。

## その他メディア
- 2000年の『Baldur's Gate II: Shadows of Amn』では、他の「ホールの仲間たち」と共にカメオ出演している。
- 2021年の『Dungeons & Dragons: Dark Alliance』では、4人のプレイアブルキャラクターの一人として登場する[4][5]。
- 2021年のマジック:ザ・ギャザリング拡張セット『フォーゴトン・レルム探訪』の、「勇敢なるオーラ」統率者デッキに「伝説のクリーチャー」カードとして登場する[6][7]。

## 評価
古いダンジョンズ＆ドラゴンズの小説を再訪するIo9のシリーズで、ロブ・ブリッケンは「『The Crystal Shard's』の最大の罪は女性キャラクターが少ないことだ。名前とセリフがあるのはたった一人だけで、ブルーノーの養女であるヒューマンのキャッティ・ブリーだ。ドリッズトが第1章で彼女を"ソウルメイト"と呼んでいるにも関わらず、わずか数十行しか出てこない」としながらも、「自分は昔、ドリッズト作品を何冊か読んだので、サルヴァトーレの文章（女性キャラクターも含む。ありがたいことに、キャッティ・ブリーは後の本でブルーノー、ドリッズト、ウルフガーの冒険にも加わることになる）が時間とともに上達していったという事実を知っている」と述べている。続編の批評でブリッケンは、「今度のキャットは真の主人公であり、他の主要登場人物と同じように充実した個性と成長を持ち、物語の一部であり続ける理由が必要だ」とするも、「これは大きな進歩だが、彼女のキャラクターアークは荒っぽく始まる。彼女自身は熟練した戦士であるにも関わらず、暗殺者が怖くて何もできず、時には縛られる必要さえないほどだ。最終的に彼女は自分を取り戻し、"捕虜の間に不信の種をまく"ような芸当を始める。しかし、いざ脱走すると、彼女は他の者達と同じくらい活躍し始める」などと表現している。
サルヴァトーレは、『The Legend of Drizzt』シリーズの以前の作品で、ウルフガーの死が賛否両論を呼んだことを思い起こしながら、「キャッティ・ブリーとレギスの死に対するファンの反応はもっと控えめだった」と語っている。